# 郭代军
郭代军（1971年10月—），男，汉族，中华人民共和国政治人物。现任中诚投建工集团有限公司董事长。第十四届全国政协委员。